# Hypsiboas raniceps
Hypsiboas raniceps är en groddjursart som beskrevs av Cope 1862. Hypsiboas raniceps ingår i släktet Hypsiboas och familjen lövgrodor. IUCN kategoriserar arten globalt som livskraftig. Inga underarter finns listade i Catalogue of Life.